# Abdij van Broekburg
De Abdij van Bourbourg of Abdij van Broekburg (ook: Abbaye Notre-Dame) was een abdij in de tot het Franse Noorderdepartement behorende stad Broekburg.

## Geschiedenis
In 1103 stichtte  Clementia, echtgenote van graaf Robrecht II van Vlaanderen, te Broekburg een benedictinessenabdij voor adellijke dames. Ondanks rijke giften van de graven van Vlaanderen en het feit dat de abdij direct onder de Heilige Stoel ressorteerde, werd de abdij meermalen verwoest door diverse conflicten: Broekburg lag in een grensgebied.
In 1556 verhuisde de abdij daarom naar Sint-Omaars. Opnieuw waren er conflicten met Frankrijk, waardoor de religieuzen verjaagd werden naar Ieper (1644), Rijsel (1645 en 1652) en Faumont (1649).
In 1659 kwam de abdij op Frans grondgebied te liggen, werd weer welvarend, maar 1782 hervormde de moniale gemeenschap zich tot een seculier kapittel van edele dames. Aan de kloosteractiviteit kwam toen een einde.